# Bad Kreuzen
Bad Kreuzen est une commune autrichienne du district de Perg en Haute-Autriche.